# Kaiserstuhl-Bürglen

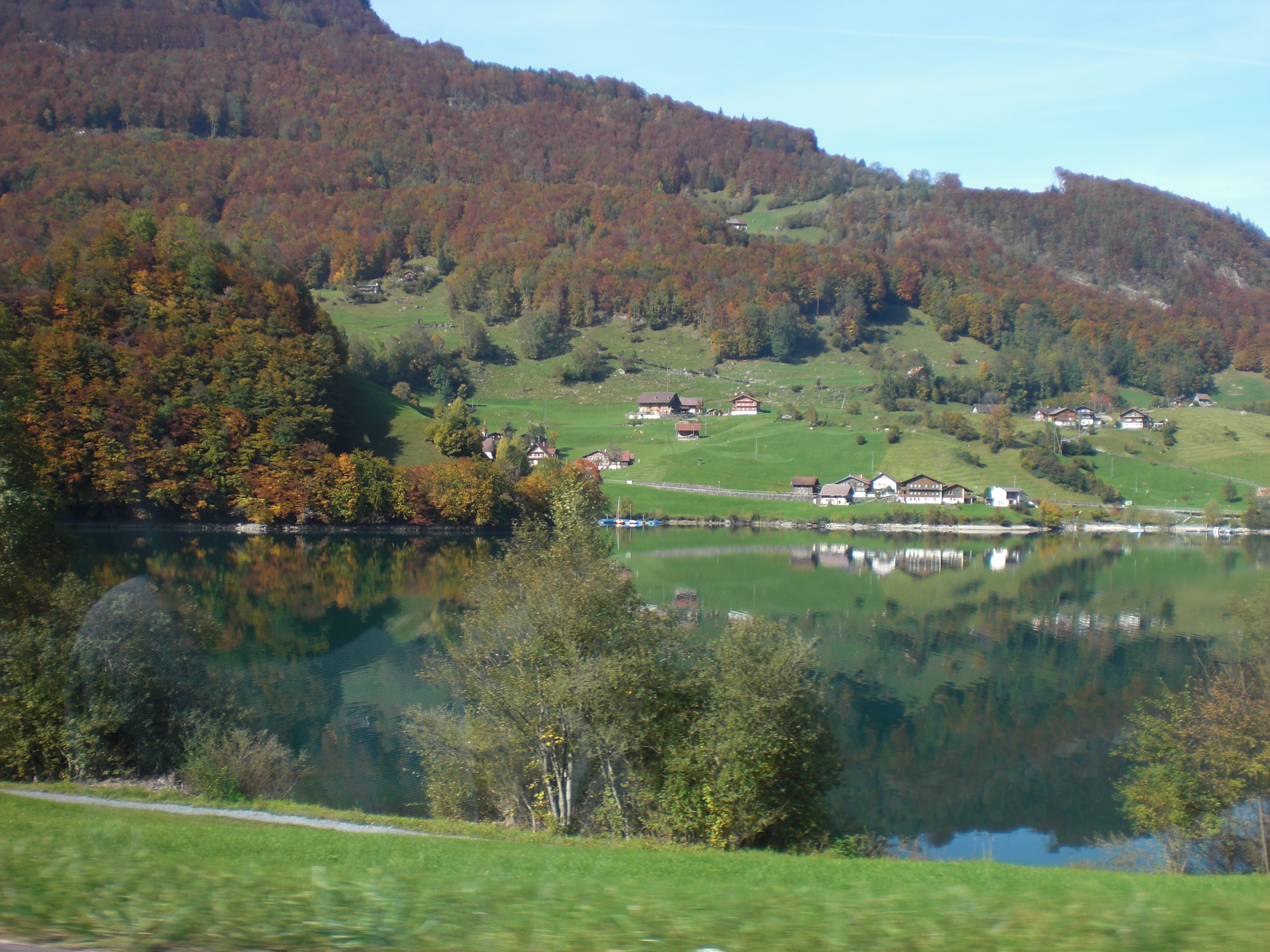
Lungerersee mit einem Teil von Bürglen

Kaiserstuhl-Bürglen ist ein Doppelort der aus dem Weiler Bürglen und dem Ort Kaiserstuhl besteht. Beide gehören zur Gemeinde Lungern im schweizerischen Kanton Obwalden und bildeten früher einen der drei Bezirke der Gemeinde.

## Bürglen
Bürglen liegt auf 692 m ü. M. am nordwestlichen Ende des Lungerersees. Der Weiler verfügt über eine Kapelle, ein ehemaliges Schulhaus, eine Seebadi und mehrere Bootsanleger. Er ist von Kaiserstuhl her über die Strasse auf dem Staudamm des Sees zu erreichen. An der Strasse liegt das ehemalige Turbinenhaus des Kraftwerkes Kaiserstuhl, in dem seit 2014 die Fischer des Lungerersees ein Angelgeschäft betreiben.

## Kaiserstuhl
Kaiserstuhl liegt auf 698 m ü. M. am nordöstlichen Ende des Lungerersees. Der Ort besteht aus der Haltestelle der Brünigbahn der Zentralbahn, einem Hotel-Restaurant und etwa einem Dutzend Häuser. Die Brünigbahn verbindet Luzern und Interlaken. Mitten durch Kaiserstuhl führt die Autostrasse A8. Für Ausflügler ist der Ort ein Zwischenhalt auf der Fahrt über den Brünigpass oder Ausgangspunkt für Wanderungen.
2024 wurde das Strassenbauprojekt A8/Lungern Nord-Giswil Süd mit Tunnel Kaiserstuhl gestartet, das 2029 abgeschlossen sein soll. Dieser Ausbau der A8-Nationalstrasse soll einerseits Kaiserstuhl vom Durchgangsverkehr entlasten und andererseits die engen Kurven im Norden des Ortes am Abhang des Kaiserstuhls umgehen. Die Neubaustrecke wird vom Südportal des Umfahrungstunnels Giswil bis zum Nordportal des Umfahrungstunnels Lungern führen. Sein Kernstück ist der 2,1 km lange Tunnel Kaiserstuhl. Mit einem Infopavillon macht der Kanton das Strassentunnel-Projekt erlebbar.